# 黄铁 (1919年)
黄铁（1919年10月—2014年11月21日），原名黄宏世，女，湖北武汉人，中国作家、诗人，中国共产党党员，云南石林荣誉公民，以“《阿诗玛》第一作者”著称，曾参与《阿诗玛》的整理。其父是中国共产党早期领导人黄负生，前夫是作家冯牧。

## 生平
黄铁1919年出生于武汉，1938年开始，先后进入延安抗日军政大学、中共中央党校、中国女子大学、鲁迅艺术学院学习。中华人民共和国成立后，参与创建了武汉市文联和云南省文联，1952年进入云南工作，任云南省文化局局长，曾发掘了傣族舞蹈家刀美兰、彝族演员杨丽坤。1982年加入中国作家协会。1983年调回武汉工作，曾任武汉文联副主席、国家民委文化司副司长兼中央民族大学少数民族文学艺术研究所所长等职。
2014年11月21日在武汉因肾器官衰竭逝世，享年95岁，葬于江夏区龙泉山孝恩园公墓，墓地盖板上刻有“阿诗玛永远陪伴你”字样，左上角刻着电影里的阿诗玛头像。

## 作品
主要作品有《黄铁文集》、《黄负生纪念文集》、《黄钢文集》等，最著名的成就是倡议、领导、执笔参与了1953年云南文工团组织的彝族民间叙事长诗《阿诗玛》整理（时任云南省委宣传部文艺处处长）。